# Barbara Ciardo
Barbara Ciardo, née le 30 octobre 1983 à Naples, est une coloriste italienne de bande dessinée, principalement active sur les marchés américains, italiens et français.

## Carrière
En 2004, elle commence à travailler sur certaines séries de l'éditeur italien GG Studio : Route des Maisons rouges, P'n'P, Mediterranea et The Bodysnatchers. Certains d'entre eux ont également été publiés aux États-unis.
En 2006, elle est embauchée par Wildstorm pour réaliser les couleurs de la première des deux couvertures d'une mini-série basée sur le film Massacre à la tronçonneuse, toutes deux dessinées par l'artiste Lee Bermejo. En 2007, pour la Walt Disney Company, elle travaille sur la coloration de la série basée sur le film High School Musical, publiée sur le site officiel HSM magazine, et qui a été traduite et distribuée dans près de 30 pays. Un an plus tard, Barbara Ciardo entre en contact avec Marvel Comics lors de la « Chester Quest », une recherche de talent internationale effectuée par C. B. Cebulski. Elle est choisie pour être la coloriste de deux miniséries, She-Hulk et Secret Invasion: Front Line. Après cela, pour Top Cow, elle colore Witchblade n°125 Augury, une histoire secondaire dessinée par Marco Castiello et écrite par Rob Levin.
Au cours de 2009, elle rejoint Lee Bermejo sur la coloration d'une histoire de Superman de John Arcudi et publiée par DC Comics dans Wednesday Comics. Le livre inclus 15 histoires de divers artistes et gagne un prix Harvey pour la « Meilleure Anthologie » en 2010. L'unique histoire de Superman est choisie pour être publiée hebdomadairement sur le site USA Today. En 2009, elle travaille comme assistante coloriste pour l'éditeur Soleil sur certaines pages de Cixi de Troy : Le Secret de Cixi no 1, série dérivée de celle de Lanfeust de Troy.
Entre 2009 et 2010, elle colore pour Marvel Comics, l'histoire courte Head Space, dessinée par Emma Ríos, écrite par Devin K. Grayson et publiée sur Girl Comics no 1. En 2010, elle est la coloriste du roman graphique Superman : Terre Un (Superman: Earth One), écrit par Straczynski, dessiné par Shane Davis et encré par Sandra Hope. La première édition du livre, publiée en octobre 2010, est rapidement épuisée et le livre gagne la première place sur la liste des best-sellers du New York Times dans la catégorie des « Romans graphiques reliés ». Elle travaillera aussi sur le tome suivant deux ans plus tard avec la même équipe.
En 2011, Barbara Ciardo colore différentes couvertures et travaille avec Lee Bermejo pour DC Comics sur le roman graphique Batman : Noël. En 2012, elle enchaîne sur Before Watchmen, toujours chez DC.
En 2017, elle fait partie de l'équipe artistique travaillant sur le film d'animation italien Gatta Cenerentola (« Cendrillon le chat »),. Le film obtient sept nominations et deux prix aux David di Donatello, dont celui des meilleurs effets spéciaux visuels.
En plus de travailler pour différents éditeurs de comics, elle est professeur à l'Académie des beaux-arts et à la Scuola Italiana di Comix (école italienne de Comix) de Naples,.

## Œuvres
Son travail de coloration comprend :

### DC Comics
- 2006 : Massacre à la tronçonneuse no 1-2 (couvertures)
- 2009 : Wednesday Comics, série limitée, no 1-12
- 2010 : The Authority, vol. 4, no 23-24 (couvertures)
- 2010 : Batman no 700 (couleurs sur les dessins de Shane Davis)
- 2010 : Bruce Wayne: The Road Home: Batman et Robin, Red Robin, Batgirl, Outsiders, Catwoman, Commissaire Gordon, Oracle, Ra's al Ghul (couvertures)
- 2010 : Green Arrow, vol. 4, no 9 (variante de la couverture)
- 2010 : Green Lantern, vol. 4, no 52, 54 (couvertures)
- 2010 : Jonah Hex, vol. 2, no 64 (couverture)
- 2010 : Justice Society of America no 43-47 (couvertures)
- 2010 : Superman : Terre Un (Superman: Earth One) vol.1
- 2011 : Batman : Noël, roman graphique
- 2011 : Brightest Day Aftermath: The Search For Swamp Thing, mini-série, no 1-3
- 2011 : Ligue de justice d'Amérique 80-Page Geant
- 2012 : Before Watchmen: Rorschach no 1-2-3-4
- 2012 : Superman : Terre Un (Superman: Earth One) vol.2

### GG Studio
- 2006 : Route des Maisons rouges no 1-3
- 2006 : P'n'P no 0 à 2
- 2008 : Mediterranea no 1
- 2008 : The Bodysnatchers no 1

### Marvel Comics
- 2008 : Secret Invasion Front Line, minisérie, no 1-5
- 2008 : She-Hulk, vol. 2, no 31-36
- 2010 : Girl Comics ("Cyclope, Jean Grey & Wolverine") no 1

### Autres éditeurs
- Dylan Dog Color Fest no 7 (couverture) (Sergio Bonelli)
- 2008 : High School Musical: Lasting Impressions (Disney)
- 2009 : Witchblade no 125 (Image)
- 2010 : Speciale Einstein (Wired)